# Lasconotus knulli
Lasconotus knulli är en skalbaggsart som beskrevs av Christian Friedrich Stephan 1989. Lasconotus knulli ingår i släktet Lasconotus och familjen barkbaggar. Inga underarter finns listade i Catalogue of Life.